# Slemmig tofsskivling
Slemmig tofsskivling (Pholiota adiposa) är en svampart som först beskrevs av August Johann Georg Karl Batsch, och fick sitt nu gällande namn av Paul Kummer 1871. Slemmig tofsskivling ingår i släktet tofsskivlingar och familjen Strophariaceae.  Arten är reproducerande i Sverige. Inga underarter finns listade i Catalogue of Life.

## Bildgalleri

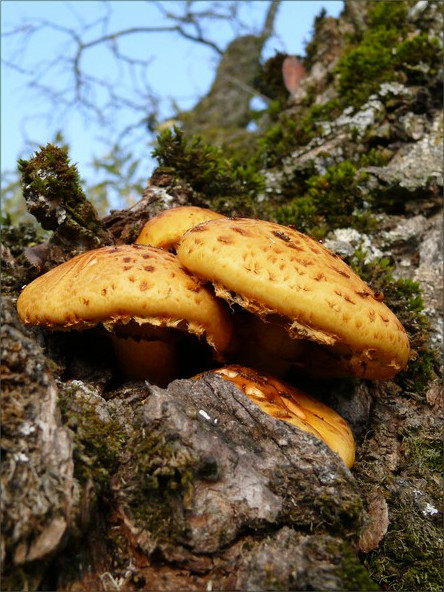